# Marguerite Empey
Diane Marguerite Empey, da sposata Diane Webber (Los Angeles, 27 giugno 1932 – Los Angeles, 19 agosto 2008), è stata un'attrice e modella statunitense.

## Biografia
È la figlia del drammaturgo Arthur Guy Empey.
Con il nome Marguerite Empey è stata playmate del mese di Playboy nel maggio 1955 e nel febbraio 1956. La foto del 1956 fu scattata dal regista Russ Meyer.
Marguerite Empey lavorò anche nella musica e nella danza. Nel 1961 sposò Tom Webber e continuò a lavorare nell'ambiente nudista, posando per altri giornali.

## Filmografia

### Cinema
- Mermaids of Tiburon (1962)
- La ragazza yè yè (The Swinger) (1966)
- Sinthia, the Devil's Doll (1968)
- I seguaci di Satana (The Witchmaker) (1969)
- The Trial of Billy Jack (1974)

## Televisione
- Peter Gunn – serie TV, episodio 1x21 (1959)
- Alfred Hitchcock presenta (Alfred Hitchcock Presents) – serie TV, episodio 6x29 (1961)
- Viaggio in fondo al mare (Voyage to the Bottom of the Sea) – serie TV, episodio 3x19 (1967)